# Прапор Бугенвілю
Прапор автономного регіону Бугенвіль — був затверджений 1 вересня 1975 року.

## Опис
Прапор Бугенвіля має вигляд темно-блакитного полотнища, що символізує Тихий океан, який омиває острів. Емблема в центрі символізує сам Бугенвіль. Чорний диск символізує корінне населення острова. У центрі емблеми вміщено «упі» — місцевий головний убір, що асоціюється з переходом юнака в категорію дорослого чоловіка. Диск знаходиться в зеленому колі, який представляє берег острова; білі трикутники нагадують різьблені прикраси з панцира черепахи, які надягають на себе місцеві вожді та «королеви» під час різноманітних церемоній.